# Emmerich am Rhein
Emmerich am Rhein (nederländska Emmerik aan de Rijn) är en stad i delstaten Nordrhein-Westfalen i västra Tyskland, vid gränsen mot Nederländerna. Staden har cirka 32 000 invånare, på en yta av 80 kvadratkilometer.